# Сан Патришио (Тексас)
Сан Патришио (енгл. San Patricio) град је у америчкој савезној држави Тексас. По попису становништва из 2010. у њему је живело 395 становника.

## Демографија
Према попису становништва из 2010. у граду је живело 395 становника, што је 77 (24,2%) становника више него 2000. године.
| Група             | 2000.       | 2010.       |
| Белци             | 180 (56,6%) | 187 (47,3%) |
| Афроамериканци    | 3 (0,9%)    | 5 (1,3%)    |
| Азијати           | 0 (0,0%)    | 0 (0,0%)    |
| Хиспаноамериканци | 127 (39,9%) | 197 (49,9%) |
| Укупно            | 318         | 395         |